# Proiectul NAMES în memoria victimelor SIDA
Proiectul NAMES în memoria victimelor SIDA, numit și Cuvertura comemorativă pentru SIDA, este un memorial care onorează viețile persoanelor decedate din cauze asociate SIDA. Cântărind aproximativ 54 de tone, este cea mai mare operă de artă comunitară din lume. A fost concepută în 1985, în primii ani ai pandemiei SIDA în Statele Unite, când stigmatizarea socială a împiedicat multe victime ale SIDA să primească funeralii. A fost expusă pe gazonul National Mall din Washington, D.C., în repetate rânduri. În 2020, s-a întors la San Francisco, unde este conservată de National AIDS Memorial. Aceasta poate fi văzută virtual.

## Istorie
Ideea Proiectului NAMES în memoria victimelor SIDA a fost conturată la 27 noiembrie 1985 de către Cleve Jones, activist în domeniul SIDA, în timpul marșului anual la lumina lumânărilor, în amintirea asasinărilor din 1978 ale supervizorului Harvey Milk și primarului George Moscone din San Francisco. Pentru marș, Jones a cerut oamenilor să scrie pe pancarte numele celor dragi pierduți din cauza SIDA, iar apoi au lipit pancartele cu bandă adezivă pe vechea clădire federală din San Francisco. Toate pancartele lipite cu bandă adezivă pe clădire i-au părut lui Jones o uriașă cuvertură de petice, iar el a devenit astfel inspirat.
Proiectul NAMES a început oficial în 1987, în San Francisco, cu Jones, Mike Smith, și voluntarii Joseph Durant, Jack Caster, Gert McMullin, Ron Cordova, Larkin Mayo, Steve Kirchner și Gary Yuschalk. La acea vreme, multe persoane care muriseră din cauze legate de SIDA nu au avut parte de funeralii, atât din cauza stigmatului social al SIDA resimțit de membrii supraviețuitori ai familiei, cât și din cauza refuzului categoric al multor case funerare și cimitire de a se ocupa de rămășițele celor decedați. Voluntarii au creat sute și mai târziu mii de acoperăminte într-un magazin de pe Market Street.
Cuvertura a fost gândită ca un memorial și o celebrare a vieților oamenilor pierduți din cauza pandemiei SIDA, ceea ce o marchează ca un precursor proeminent al schimbării din secolul al XX-lea în ceea ce privește designul monumentelor memoriale. Fiecare pânză are 0,91 m (3 feet) pe 1,8 m (6 feet), dimensiunea aproximativă a unui mormânt; acest detaliu conectează mai strâns ideile dintre SIDA și moarte.

### Inaugurare
Cuvertura și-a făcut prima apariție publică pe 11 octombrie 1987, în timpul celui de-al doilea Marș național la Washington pentru drepturile lesbienelor și homosexualilor, desfășurat pe National Mall. Cuprinzând 1.920 de lucrări, și acoperind o suprafață mai mare decât un teren de fotbal, 48 de voluntari au desfășurat ceremonial cuvertura la răsăritul soarelui. Participanții au citit cu voce tare numele reprezentate în cuvertură, stabilind o tradiție care a fost urmată și la expunerile ulterioare. Evenimentul a atras o jumătate de milion de vizitatori doar în acel weekend.
Turneul național inaugural al Cuverturii a avut loc în primăvara și vara anului 1988, și a strâns aproape o jumătate de milion de dolari. Cu ajutorul a peste 9 000 de voluntari, o echipă de șapte persoane a călătorit, a expus și a mărit Cuvertura. Lucrările locale adăugate în fiecare oraș au triplat dimensiunea acesteia, de la 1.920 la peste 6.000 de acoperăminte până la încheierea turneului.

## Recunoaștere
În 1989, Proiectul NAMES a fost nominalizat la Premiul Nobel pentru Pace. Cuvertura a fost, de asemenea, subiectul documentarului Common Threads: Stories from the Quilt, produs de Rob Epstein și Bill Couturié, și narat de Dustin Hoffman. Filmul a fost recompensat cu premiul Peabody, și cu premiul Oscar pentru cel mai bun film documentar.
În 2002, Proiectul NAMES Chicago a fost inclus în Chicago Gay and Lesbian Hall of Fame.

## Galerie

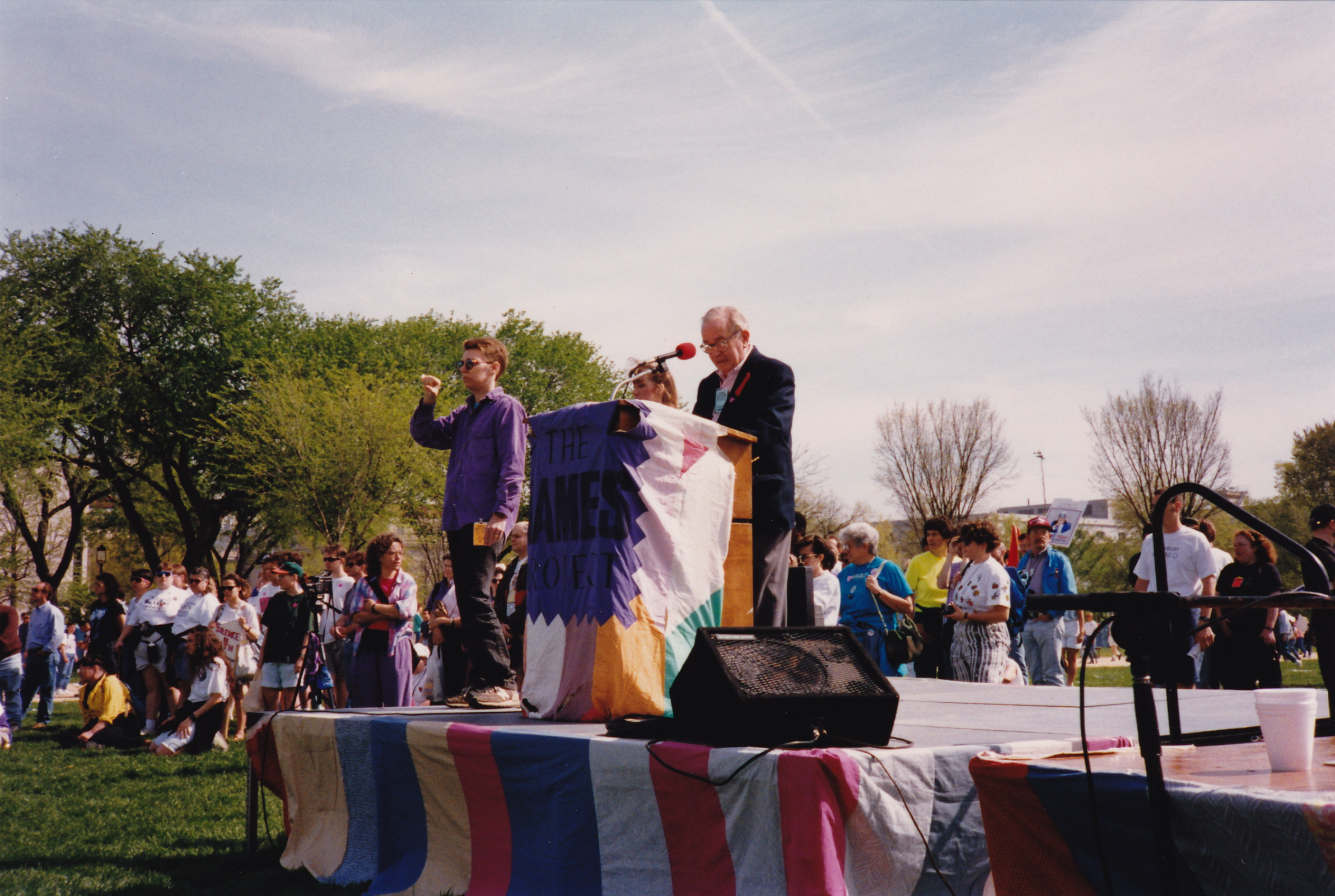
Marvin Liebman citind numele victimelor SIDA, 1993
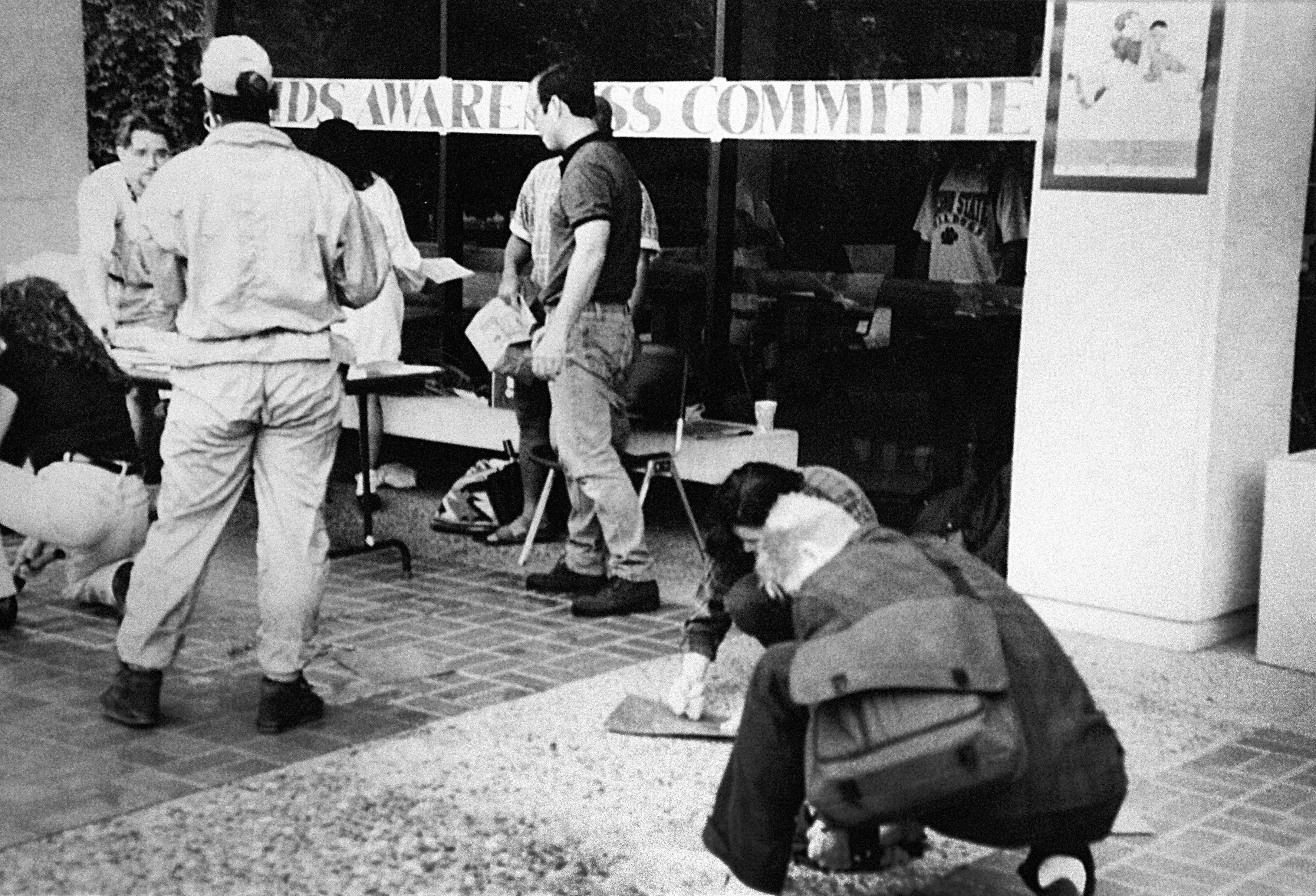
Studenți californieni lucrând la cuverturi, 1994
Proiectul NAMES în vecinătatea Capitoliului Statelor Unite
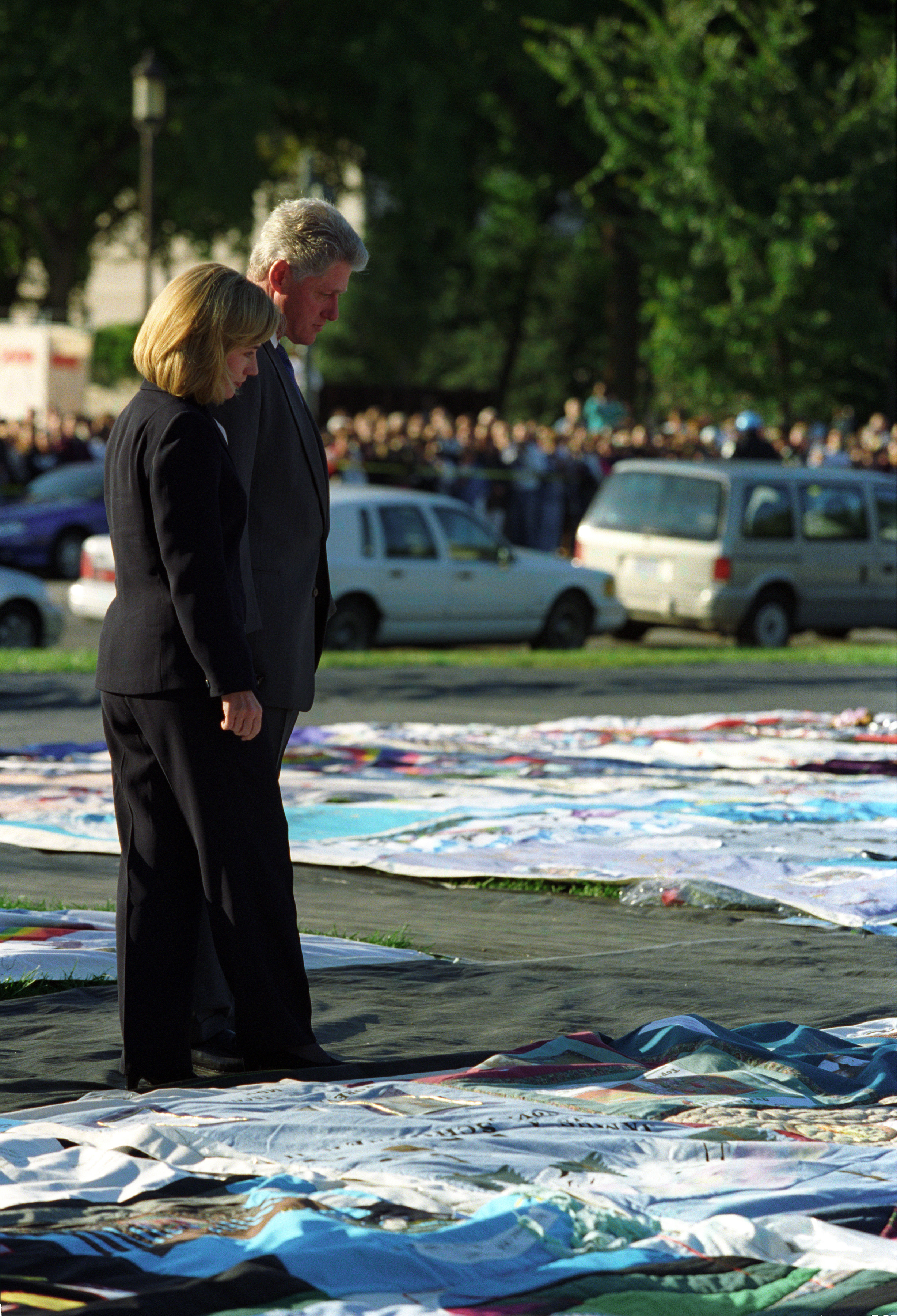
Bill și Hillary Clinton vizitând Proiectul NAMES, 1996